# Prionocerus coeruleipennis
Espèce
Prionocerus coeruleipennis est une espèce de coléoptères de la famille des Prionoceridae.

## Répartition
Prionocerus coeruleipennis se rencontre, en autres, en Afrique de l'Est, dans le Sud de la Chine, en Inde, en Indonésie, au Japon, en Malaisie, aux Philippines.

## Systématique
Le nom valide complet (avec auteur) de ce taxon est Prionocerus coeruleipennis Perty, 1831.